# Joe Turkel
Joseph Turkel, detto Joe (New York, 15 luglio 1927 – Santa Monica, 27 giugno 2022), è stato un attore statunitense.

## Biografia
Grazie a un timbro di voce penetrante e a un volto eccentrico e scavato, adatti per particolari ruoli secondari, la sua carriera fu contraddistinta da ruoli di attore caratterista. I ruoli che lo resero famoso furono quelli del presidente Eldon Tyrell nel film Blade Runner e del barman Lloyd nel film Shining. Tra le apparizioni televisive c'è un episodio della quarta stagione di Miami Vice, ossia Guerriglia indiana, nel quale interpretò il ruolo del narcotrafficante Levec. Inattivo dal 1998, morì a Santa Monica il 27 giugno 2022, all'età di 94 anni.

## Filmografia parziale

### Cinema
- Down Among the Sheltering Palms, regia di Edmund Goulding (1953)
- Il muro di vetro (The Glass Wall), regia di Maxwell Shane (1953)
- Brooklyn chiama polizia (The Naked Street), regia di Maxwell Shane (1955)
- Rapina a mano armata (The Killing), regia di Stanley Kubrick (1956)
- Le pantere dei mari (Hellcats of the Navy), regia di Nathan Juran (1957)
- L'evaso di San Quintino (House of Numbers), regia di Russell Rouse (1957)
- Orizzonti di gloria (Paths of Glory), regia di Stanley Kubrick (1957)
- Femmina e mitra (The Bonnie Parker Story), regia di William Witney (1958)
- Village of the Giants, regia di Bert I. Gordon (1965)
- Quelli della San Pablo (The Sand Pebbles), regia di Robert Wise (1966)
- Il massacro del giorno di San Valentino (The St. Valentine's Day Massacre), regia di Roger Corman (1967)
- Hindenburg (The Hindenburg), regia di Robert Wise (1975)
- Shining, regia di Stanley Kubrick (1980)
- Blade Runner, regia di Ridley Scott (1982)
- 666 - Il triangolo maledetto (The Dark Side of the Moon), regia di D.J. Webster (1990)

### Televisione
- Le inchieste di Boston Blackie (Boston Blackie) – serie TV, episodi 1x22-1x24 (1952)
- General Electric Theater – serie TV, episodio 2x12 (1953)
- Crossroads – serie TV, episodio 1x03 (1955)
- Navy Log – serie TV, episodi 1x04-2x04 (1955-1956)
- TV Reader's Digest – serie TV, episodio 2x24 (1956)
- Rescue 8 – serie TV, episodio 1x19 (1959)
- The Texan – serie TV, episodio 2x01 (1959)
- David Niven Show (The David Niven Show) – serie TV, episodio 1x10 (1959)
- Tightrope – serie TV, episodio 1x11 (1959)
- I detectives (The Detectives) – serie TV, episodio 2x16 (1961)
- The Dick Powell Show – serie TV, episodio 1x19 (1962)
- Ripcord – serie TV, episodio 2x12 (1962)
- Assistente sociale (East Side/West Side) – serie TV, episodio 1x03 (1963)
- Bonanza – serie TV, episodio 5x17 (1964)
- Ben Casey – serie TV, episodio 3x21 (1964)
- Convoy – serie TV, episodio 1x02 (1965)
- The Wackiest Ship in the Army – serie TV, episodi 1x15-1x16 (1966)
- Squadra speciale anticrimine (The Felony Squad) – serie TV, episodio 1x30 (1967)
- Un salto nel buio (Tales from the Darkside) – serie TV, episodio 1x20 (1985)
- Miami Vice – serie TV, episodio 4x15 (1988)

## Doppiatori italiani
- Gianfranco Bellini in Orizzonti di gloria, Hindenburg
- Lauro Gazzolo in Rapina a mano armata
- Ferruccio Amendola in Il massacro del giorno di San Valentino
- Manlio De Angelis in Quelli della San Pablo
- Roberto Herlitzka in Shining[2]
- Gianni Marzocchi in Blade Runner[3]